# 玛丽·哈马斯特伦
玛丽·哈马斯特伦（瑞典語：Marie Hammarström，1982年3月29日—），瑞典女子足球运动员，场上位置是中场。她曾代表瑞典国家队参加2011年国际足联女子世界杯，获得季军。

## 家庭
孪生姐妹克丽丝廷·哈马斯特伦。